# 川崎健希
川﨑 健希（かわさき げんき、1998年3月9日 - ）は、日本の元子役。J-beansに所属していた。

## 略歴
- 2008年11月頃から、姉の川﨑優希と志村勇人と共にお笑いユニット・トリプルPとして活動。
- 『さんまのSUPERからくりTV』では1年間レギュラー、『アッコにおまかせ!』ではおまかせキッズとして出演した。これらは姉弟で共演。

## 出演

### テレビ
- 限度を知れ（TBS）
- はぴひる!（TBS）
- めちゃ×2イケてるッ!（フジテレビ）
- さんまのSUPERからくりTV（TBS）
- アッコにおまかせ!（TBS）
- 世界の果てまでイッテQ! オーストラリア編（2007年、日本テレビ）
- 怒りオヤジ3（2008年、テレビ東京）
- 祝女（2010年、NHK総合）

### CM
- マクドナルド ハッピーセット「ターボカー」（2006年）
- 九電ホームセキュリティ（2006年 - 2008年）
- マクドナルド ハッピーセット「ポケモンカード」（2007年）
- 朝日新聞出版「週刊マンガ日本史」（2009年）